# Rarest One Bowie
Rarest One Bowie is een compilatiealbum van de Britse muzikant David Bowie, uitgebracht in 1995. Het album werd echter uitgebracht zonder de toestemming van Bowie en is tegenwoordig niet meer verkrijgbaar. Het album bevat een aantal (op dat moment) zeldzame liveoptredens van verschillende nummers, met uitzondering van "All the Young Dudes", wat een studio-opname is.

## Tracklist
- Alle nummers geschreven door Bowie, tenzij anders genoteerd.

1. "All the Young Dudes" – 4:10
  - Mono-opname uit december 1972, alhoewel gelabeld als de originele studioversie uit 1973.
2. "Queen Bitch" – 3:15
  - 23 maart 1976, Nassau Coliseum, Uniondale, New York, Verenigde Staten.
3. "Sound and Vision" – 3:24
  - 1 juli 1978, Earls Court, Londen, Engeland.
4. "Time" – 5:12
  - 20 oktober 1973 voor de show 1980 Floor, Marquee Club, Londen, Engeland.
5. "Be My Wife" – 2:44
  - 1 juli 1978, Earls Court, Londen, Engeland.
6. "Footstompin'"/"I Wish I Could Shimmy Like My Sister Kate" (Aaron Collins, Ande Rand / Armand Piron, Clarence Williams) – 3:24
  - 4 december 1974 voor The Dick Cavett Show.
7. "Ziggy Stardust" – 3:21
  - 20 oktober 1972, Santa Monica Civic Auditorium, Santa Monica, Californië, Verenigde Staten; hetzelfde als op de bootleg Santa Monica '72 en de officiële release Live Santa Monica '72.
8. "My Death" (Eric Blau, Jacques Brel, Mort Shuman) – 5:49
  - 28 september 1972, Carnegie Hall, New York, Verenigde Staten.
9. "I Feel Free" (Pete Brown, Jack Bruce) – 5:23
  - 6 mei 1972, Kingston Polytechnic, Londen, Engeland.

Bonustracks op Japanse versie
- Al deze nummers zijn opgenomen tijdens het concert op 20 oktober 1972 in het Santa Monica Civic Auditorium, Santa Monica, Californië, Verenigde Staten.

1. "Hang On to Yourself" – 2:52
2. "Changes" – 3:32
3. "I'm Waiting for the Man" (Lou Reed) – 5:50
4. "The Jean Genie" – 4:22
5. "Suffragette City" – 4:25
6. "Rock 'n' Roll Suicide" – 3:19